# 隠蔽指令
『隠蔽指令』（いんぺいしれい）は、2008年に刊行された江上剛による日本の経済小説。またそれを原作として2009年にWOWOWの「連続ドラマW」枠で放送されたテレビドラマ作品。
初出は『問題小説』2007年10月号から2008年6月号。単行本は2008年8月に徳間書店より刊行され、文庫版は徳間文庫より2009年10月に刊行された。
上司の命令に忠実であろうとしたがゆえに不幸に絡めとられていく銀行員の物語。会社から完全に捨てられたと知った男は、ついに、ある大勝負に出る。

## 書籍情報
- 単行本：徳間書店、2008年8月27日 ISBN 9784198625795
- 文庫本：徳間文庫、2009年10月2日 ISBN 9784198930479

## あらすじ
メガバンク・大東和銀行で働く天野善彦は、扶桑銀行との大型合併を控え、かねてから信頼する上司であった頭取の楠瀬から、合併後の権力闘争の火種となりかねない前頭取の愛人が絡む銀座のクラブに纏わる不良債権の内密の処理を命じられる。
訪れたそのクラブで、大学時代の親友で、今は政界再編の中心人物と目される人気代議士・羽根田の秘書となっている地村と再会する。しかし、二人の間では久々の再会を喜ぶ間もなく、それぞれの立場から必要とする金の問題を巡って駆け引きが始まった。そして、その時から天野の人生の歯車は大きく狂い始める。家族、仕事、すべてを失いかけた男の最後の戦いとは。

## 登場人物
天野 善彦（あまの よしひこ）
まじめな銀行員で会社に尽くしてきたが、ある時、あっさりと切り捨てられる。

## テレビドラマ
2009年10月18日から11月15日までの毎週日曜日の22時から、WOWOWの「連続ドラマW」枠でテレビドラマ化された。放送時間50分、CM無しの全5話で、再放送は翌土曜日。初回のみ本放送・再放送共に無料で放送された。連続ドラマW枠での放送作品としては、『ママは昔パパだった』に引き続き第5作目となる。

### キャスト
- 天野善彦：高橋克典
- 地村英雄：髙嶋政宏
- 天野佳代：麻生祐未
- 宇部木幸子：市川由衣
- 椎名隆：矢島健一
- ヤン・リーヤン：正名僕蔵
- 山木敏男：大鶴義丹
- 菊川さゆり：青山倫子
- 木村梢：野波麻帆
- 羽根田弓子：東ちづる
- 亀田光：大和田伸也
- 大林喜太郎：夏八木勲（特別出演）
- 羽根田修造：西村雅彦
- 楠瀬直己：古谷一行

### スタッフ
- 原作 - 江上剛『隠蔽指令』（徳間書店）
- 監督 - 星田良子
- 脚本 - 伴一彦
- プロデューサー - 井上衛、石塚清和
- 音楽 - 窪田ミナ
- エンディングテーマ - DEEP「North Star」
- 制作協力 - ファインエンターテイメント
- 製作著作 - WOWOW

### 放送日程
連続ドラマWとしては初めて各話にエピソードタイトルがついている。
| 各話   | 放送日   | サブタイトル               |
| ------ | -------- | -------------------------- |
| 第1話  | 10月18日 | 第1話 すべては組織のために |
| 第2話  | 10月25日 | 第2話 闇へのプレイボール   |
| 第3話  | 11月01日 | 第3話 止められない歯車     |
| 第4話  | 11月08日 | 第4話 もう君に用はない     |
| 最終話 | 11月15日 | 第5話 最後のキャッチボール |

| WOWOW 連続ドラマW枠                            | WOWOW 連続ドラマW枠                    | WOWOW 連続ドラマW枠                             |
| 前番組                                         | 番組名                                 | 次番組                                          |
| ---------------------------------------------- | -------------------------------------- | ----------------------------------------------- |
| ママは昔パパだった （2009年8月23日 - 9月27日） | 隠蔽指令 （2009年10月18日 - 11月15日） | パンドラII 飢餓列島 （2010年4月18日 - 5月30日） |